# Озеро страха 2
Озеро страха 2 (англ. Lake Placid 2) — американский комедийный фильм ужасов 2007 года режиссера Дэвида Флореса. Это продолжение фильма «Лэйк Плэсид: Озеро страха» (1999) и вторая часть серии фильмов «Озеро страха». Премьера фильма состоялась 28 апреля 2007 года на канале Sci-Fi Channel, а на DVD фильм вышел 29 января 2007 года.

## Сюжет
Фильм начинается с двух исследователей, Фрэнка Миллса и Тиллмана на резиновом трубчатом плоту, пока Тиллмана не затащит в воду и не убьет крокодил. В округе Арустук, штат Мэн, Фрэнк сообщает об этом шерифу Джеймсу Райли, показывая ему отрезанные части тела Тиллмана. Джеймс, Фрэнк и офицер охраны дикой природы Эмма Уорнер отправляются на озеро, где находят еще больше останков Тиллмана. Тем временем трое друзей, Майк, Эди и Шарон, были убиты крокодилом во время купания в озере. Джеймс, Эмма и Фрэнк останавливаются у дома Сэди Бикерман, пожилой отшельницы, которая якобы кормила крокодилов, чтобы расспросить ее о пропавшей сестре Долорес, но она отказывается отвечать и не пускает их в дом. Браконьер по имени Джек Стратерс и его помощник Ахмад приземляют свой самолет на озере, надеясь убить крокодилов после того, как получат наводку от местного жителя.
Сын шерифа, Скотт Райли, забредает в лес, и кажется, что его преследует приближающийся крокодил. Оказывается, это Дейзи, любимая собачка Керри. Затем Скотт знакомится с Керри и ее бойфрендом Тэдом. Дейзи лает на что-то движущееся в озере, но Керри ничего не видит. Сэди разговаривает с фотографом на лодочном причале, прежде чем вернуться в свою каюту, и фотограф погибает от роя детенышей крокодилов во время съемки.
Снова катаясь на лодке, Джеймс внезапно замедляет ход, сбивая Фрэнка в озеро, но Джеймс и Эмма возвращают его на борт в безопасное место. Когда появляется крокодил, Джеймс выхватывает пистолет, но крокодил ныряет под воду, чтобы сбить троих с лодки. Лодка разбита, и все трое добираются до берега невредимыми. Все трое встречают Стратерса и Ахмада, которые летели на самолете, чтобы отвлечь крокодила.
Следующая сцена показывает, как Рэйчел и Ларри вместе со Скоттом, Керри и Тэдом отправляются в лес на другую часть озера. Вместе с командой шерифа приходит помощник шерифа Дейл Дэвис, чтобы разгрузить лодку, в то время как команда устанавливает палатку для ночевки. Они видят кабана, пойманного в веревочную сеть, и скармливают его крокодилу. Команда нейтрализует крокодила своими ружьями, и Дейл связывает рот веревкой, но крокодил легко вырывается, отрезает руку Дейла и пожирает его. Фрэнк умирает от падения, а остальные идут дальше.
Тем временем Рейчел убивает крокодил, который тащит ее в озеро, а Ларри удается сбежать. Остальные трое из младшей группы находят яйца в лесу. Тад разбивает несколько яиц и убивается крокодилом. Группа шерифа скармливает тушу кабана одному крокодилу, но гарпунная стрела случайно повреждает самолет Стратерса. Джеймс и Ахмад покидают лодку, и Стратерса сбрасывают с самолета, но Ахмад нейтрализует крокодила. Ночью разразилась гроза, заставившая экипаж разойтись по палаткам. Скотт и Керри застряли в лесу, пока не нашли испуганного Ларри. Команда шерифа крепко спит в своих палатках, пока крокодил не нападает и не убивает Ахмада.
На следующее утро Скотт, Керри и Ларри взбираются на дерево, чтобы избежать крокодила, но Ларри падает с дерева и погибает. Джеймс находит двух выживших подростков и убивает крокодила из гранатомета. Сэди впускает подростков в свой дом для безопасности, пока она не обманывает их, чтобы войти в озеро, а затем сама съедается крокодилом. Полиция сражается с одним крокодилом, и Эмма убивает его, прокалывая ему рот складным ножом. Стратерс висит вниз головой на дереве, и его обезглавливает последний крокодил. Джеймс убивает его несколькими взрывчатыми веществами, которые разрушают гнездо крокодила.
В конце Скотт и Керри целуются, а Джеймс и Эмма вместе покидают озеро. Выясняется, что Эмма ранее взяла яйца крокодила из гнезда и отправила их в научную лабораторию.

## В ролях
- Джон Шнайдер — шериф Джеймс Райли
- Сара Ла Флер — Эмма Уорнер
- Сэм МакМюррей — Джек Стратерс
- Чад Майкл Коллинз — Скотт Райли
- Алисия Зиглер — Керри
- Джо Холт — Ахмад
- Ян Рид Кеслер — Тэд Хайланд
- Джастин Урич — Ларри Уиллис
- Клорис Личман — Сэди Бикерман
- В. Дж. Бенсон — Рэйчел Уэйн
- Роберт Краснеет — Фрэнк Миллс
- Джонас Талкингтон — угольщик
- Терри Уинклесс — помощника шерифа Дейл Дэвис
- Майкл Маккой — Дэвид Тиллман
- Андреа Энрайт — женщина-депутат
- Жасмина Тошкова — редактор
- Владо Михайлов — Майк
- Яна Маринова — Шарон Джеймс

## Производство
Фильм был снят в Болгарии, Румынии в 2006 году.

## Критика
Фильм получил в основном негативные отзывы критиков, ссылаясь на не оригинальный сюжет и малобюджетные спецэффекты. На агрегаторе рецензий Rotten Tomatoes рейтинг одобрения, основанный на 9 отзывах со средним рейтингом 3,7 из 10, составляет 11 %.

## Релиз
Озеро страха 2 был выпущен на DVD 29 января 2008 года как в рейтинговой, так и в нерейтинговой версиях. Blu-ray-версия была выпущена в 2011 году.